# Madoce obliquivitta
Madoce obliquivitta är en fjärilsart som beskrevs av Turner. Madoce obliquivitta ingår i släktet Madoce och familjen nattflyn. Inga underarter finns listade i Catalogue of Life.